# Potentilla cryptotaeniae
Potentilla cryptotaeniae là loài thực vật có hoa trong họ Hoa hồng. Loài này được Maxim. miêu tả khoa học đầu tiên năm 1874.